# سوجيتا جينباكو
سوجيتا جينباكو (20 أكتوبر 1733 - 1 يونيو 1817) كان طبيبًا وعالمًا يابانيًا معروفًا بترجمته لكتاب كايتاي شينشو (الكتاب الجديد في التشريح) ومؤسس رانغاكو (التعلم الغربي) ورانبو (الطب الهولندي) في اليابان. كان من أوائل العلماء اليابانيين في إيدو (طوكيو حاليًا) الذين درسوا اللغة الهولندية ويُنسب إليه الفضل في كونه أحد الأطباء اليابانيين الأوائل الذين درسوا تعاليم الطب الغربي في اليابان.
في عام 1771، تعاون جينباكو مع ماينو ريوتاكو، وهو عالم ياباني يدرس اللغة الهولندية، على ترجمة كتاب التشريح الهولندي أونتليدكونديج تافيلين (الجداول التشريحية)، الذي نشره في الأصل الطبيب والأستاذ، يوهان آدم كولموس، باللغة الألمانية في عام 1734. استلهم جينباكو ترجمة النص الهولندي بعد حضور عملية تشريح جسم مجرمة في أثناء تتبعه كتاب أونتليدكونديج تافيلين مرجعًا تشريحيًا طوال الإجراء. استُلهم من الرسومات الألمانية للأعضاء البشرية، والتي صورت الأعضاء والأوعية الدموية التي رآها في أثناء التشريح بدقة. كانت الرسومات الألمانية أكثر تفصيلًا ودقةً من الناحية التشريحية من النصوص الصينية، وبعد حضور التشريح، أصر مع زملائه على توجيه مهمتهم العلمية نحو إنتاج ترجمة يابانية لكتاب أونتليدكونديج تافيلين. استغرق الأمر ثلاث سنوات كاملة وإحدى عشرة مخطوطة لإنتاج أول ترجمة للنص الذي يحمل عنوان كايتاي شينشو في عام 1774.

## النشأة
ولد جينباكو في ملكية واكاسا أوباما للسيد الإقطاعي واكاسا في عام 1733، وكان ابن الطبيب هوسن سوجيتا، الذي كان الطبيب الرسمي للسيد الإقطاعي واكاسا. توفيت والدة جينباكو، ابنة جينكو يوموجيدا، في أثناء الولادة. في سن السابعة عشرة تقريبًا، بدأ جينباكو دراسة الجراحة تحت إشراف جينتيتسو نيشي. بالإضافة إلى ذلك، درس الكونفوشيوسية تحت إشراف سابورومون مياسي. انتقل جينباكو بعيدًا عن منزل والده في سن 25 عامًا بعد حصوله على إذن من سيده الإقطاعي لبدء العمل في ممارسة الطب. كان موقع عمله الأول يقع في 4 تشومي، نيهونباشيدوري، وكان ملحقًا بمنزل الرسام سيكي كوسوموتو.

## حياته المهنية
أُجبر غينباكو على نقل ممارسته الطبية من نيهونباشيدوري-دوري إلى هاكويا-تشو في عام 1759 ثم إلى هوريدومي-تشو في عام 1762، وذلك بسبب فقدان ممتلكاته بسبب حرائق في كلتي المرتين. غادر لاحقًا هوريدومي-تشو وانتقل إلى عقار يملكه السيد الإقطاعي ساكاي عام 1770.
تحت حكم شوغونية توكوغاوا، عاش جينباكو في فترة عزلة يابانية عن العالم الغربي ومعظم شرق آسيا. كانت فترة العزلة، ساكوكو، مدفوعةً برغبة الشوغون في وقف انتشار المسيحية التي نشرها المبشرون البرتغاليون إلى حد كبير. في أثناء تلك الفترة، كانت ناغازاكي ميناء الدخول الوحيد ولم يُسمح إلا لهولندا بدخول اليابان، إذ كانت معاملاتهم تتعلق بالتجارة حصريًا. في أوائل القرن الثامن عشر، كانت النصوص الغربية مقيدة بشدة في اليابان وانتشرت المعرفة الغربية بطرق شفهية غالبًا، بواسطة مترجمين ذوي معرفة ضئيلة باللغة اليابانية. مع تطور العلاقات مع الهولنديين، سمح الشوغون الثامن، توكوغاوا يوشيمون (حكم من 1716 إلى 1745)، للرانغاكو (التعلم الغربي) بالسيطرة على اليابان. أطلق يوشيمون جهودًا لدراسة اللغة الهولندية بشكل منهجي في عام 1740، ما أدى إلى ظهور السعي العلمي نحو الرانغاكو، إلا أن هذا التعلم كان ما يزال محظورًا على عامة الشعب، غالبًا من قبل الشرطة التي عُرفت بتدمير النصوص الهولندية. في منتصف القرن الثامن عشر، أصبحت الكتب الهولندية مطلوبةً باعتبارها نصوصًا علميةً من قبل اليابانيين، وخلال هذا الوقت، دخل جينباكو مهنة الطب.